# Шумов, Пётр Петрович
Пётр Петро́вич Шу́мов (1913 — 1975) — участник Великой Отечественной войны, командир взвода 1323-го стрелкового полка (415-я стрелковая дивизия, 61-я армия, Центральный фронт), лейтенант, Герой Советского Союза.

## Биография
Родился 19 августа 1913 года в селе Львовка Большеболдинской волости Лукояновского уезда Нижегородской губернии в крестьянской семье.
В восьмилетнем возрасте оставшись без отца, вместо посещения школы работал пастухом. Самостоятельно и в системе ликбеза выучил грамоту, в довоенные годы был секретарём Михалко-Майдановского сельсовета Большеболдинского района.
Был призван в Красную Армию в июле 1941 года. Летом 1943 года, после прохождения подготовки на курсах младших лейтенантов, был назначен командиром взвода.
Участвовал в обороне Москвы, освобождении Волоколамска, Орла, Брянска. Отличился в боях при форсировании реки Днепр.
В ночь на 27 сентября 1943 года взвод под командованием Шумова в числе первых переправился через реку Днепр в районе хутора Змеи Репкинского района Черниговской области.
Всего за пару дней боёв на плацдарме бойцами было отражено 17 контратак и уничтожено свыше 400 солдат и офицеров неприятеля. Стараниями взвода (Шумов трижды водил его в атаку) рубеж был удержан. Командиром лично в этих боях было уничтожено до трёх десятков гитлеровцев.
Указом Президиума Верховного Совета СССР «О присвоении звания Героя Советского Союза генералам, офицерскому, сержантскому и рядовому составу Красной Армии» от 15 января 1944 года за «образцовое выполнение боевых заданий командования по форсированию реки Днепр и проявленные при этом мужество и героизм» лейтенанту Шумову Петру Петровичу присвоено звание Героя Советского Союза с вручением ордена Ленина и медали «Золотая Звезда» за номером 2972.
По этому поводу Пётр Петрович в своем письме на родину так обращался к односельчанам:
Здравствуйте, дорогие друзья! Уходя из района на фронт, я заверял 
райком ВКП(б), что буду бить фашистов так, чтобы они забыли дорогу в 
Советский Союз. Выполняя своё обещание, я бил фашистов так, что меня 
правительство неоднократно награждало. Сначала был награждён орденом Красной Звезды, а теперь присвоили звание Героя Советского Союза. 
Я обращаюсь к вам, колхозники и колхозницы, рабочие и интеллигенция 
района, чтобы удвоили и утроили урожайность и продуктивность животноводства, 
отлично выполняли все задания. А мы на фронте будем вдвое 
и втрое сильнее бить и гнать немцев с нашей земли. Будьте уверены, 
дорогие земляки, что мы добьемся полной победы над немецкими захватчиками.

С войсками Красной Армии Пётр Петрович Шумов дошёл до Берлина и Эльбы.
После победы над Германией продолжил службу в армии, а в марте 1946 года в звании капитана был уволен в запас и вернулся на родину. Жил в городе Дзержинске Нижегородской области, работал на Игумновской ТЭЦ, в строительном тресте, плотником в автоколонне.
Умер 6 октября 1975 года. Похоронен в Дзержинске на городском кладбище.
Память
На могиле Петра Петровича в Дзержинске установлена памятная табличка.